# 青綠色獨立議員
青綠色獨立議員（也有譯藍綠色獨立議員），简称青绿派（Teals），也稱社區獨立議員（community independents），是澳大利亚政坛上一群中間派的無黨籍獨立政治人物。其“青绿色”通常被解讀為在传统政治光谱上本应属于偏右派的保守派（通常以蓝色为代表，亦是澳大利亚自由党的代表色）与偏左派的綠色政治的結合。
在意识形态上他們通常在财政政策上趋于保守，但支持更积极进步的环境政策和社会正义。主要主張包括加強應對氣候變化、減少溫室氣體排放，以及提升政治誠信與問責制度，在社會議題上也通常持有与绿党相似的自由派立場，包括多元文化、种族平等、性别平等和LGBT权益等。青绿派政治運動可被理解為自由黨內部意識形態的分裂——來自上层中产、高學歷白领背景的都市選民因为政治理念的不同而逐漸遠離日益右倾的自由黨。数位高知名度的獨立候選人（如薩利·斯特格爾、Allegra Spender、莫妮克·萊恩、凱特·錢尼、佐伊·丹尼爾和Sophie Scamps等）都使用青绿色作为个人競選的主要代表色。
大多數青綠色獨立候選人都獲得了籌款組織Climate 200的支持，這是一家由澳洲企業家Simon Holmes à Court領導的政治資金公司。Climate 200於2019年大選前不久成立，在當年選舉中向12位獨立候選人提供了共計43.7萬澳元的資金。在2022年聯邦大選中，Climate 200的捐款總額達到了596萬澳元。雖然這些候選人表面上互不隸屬，但研究發現他們在投票時經常表現出高度一致性，有時甚至比工黨與自由—国家党联盟都更具協調性。
青綠色獨立議員在2022年澳洲聯邦大選中取得重大突破，共奪得7個眾議院席位及1個參議院席位。在2025年澳洲聯邦大選中，他們大致上能鞏固奪得的席位，失去了墨爾本戈爾茨坦選區但贏得了悉尼布拉德菲爾德選區。